# Гильгильчай (посёлок)
Гильгильчай (азерб. Gilgilçay) — посёлок городского типа в Сиазаньском районе Азербайджана. В посёлке расположена одноимённая железнодорожная станция (на линии Сумгаит — Махачкала).
Статус посёлка городского типа с 1944 года.

## Население
| 1970 | 1979 | 1989 | 2011 |
| ---- | ---- | ---- | ---- |
| 743  | 806  | 807  | 1000 |